# MFK KPRF
El MFK KPRF (del ruso: МФК КПРФ) es un club de fútbol sala profesional ruso de Moscú que juega en la Superliga Rusa. El equipo fue fundado en 2003 en el seno del Partido Comunista de la Federación Rusa (KPRF) y disputa sus partidos como local en el pabellón SK Yunost de la localidad de Klimovsk, en el óblast de Moscú. Los colores del club son el rojo y el segundo uniforme es blanco.

## Historia
El equipo de fútbol sala del Partido Comunista de la Federación Rusa (KPRF) fue fundado en 2003 cuando, antes de las elecciones a la Duma del Estado, el Partido de la Vida de Rusia organizó un torneo de los distintos partidos políticos rusos en el que compitieron representantes comunistas, los jóvenes de Rusia Unida, de la Unión de Fuerzas de Derecha, los socialdemócratas de Yabloko y el ultranacionalista Partido Liberal-Demócrata de Rusia de Vladimir Zhirinovsky.
En la temporada 2008-09 el KPRF logró ganar el Campeonato Regional de Moscú. En la campaña 2010-11, los comunistas ganaron el campeonato de la Liga Mayor, por lo que se aseguró su ascenso a la Superliga en la temporada siguiente, 2011-12, donde permanecen hasta la fecha.

## Plantilla actual
| Dorsal | Posición | Nacionalidad | Nombre               |
| ------ | -------- | ------------ | -------------------- |
| 19     | POR      | Rusia        | Albert Tsaider       |
| 21     | POR      | Rusia        | Georgi Zamtaradze    |
| 48     | POR      | Rusia        | Artem Salahov        |
| 3      | DEF      | Brasil       | Batalha              |
| 17     | DEF      | Rusia        | Aleksandr Semukov    |
| 22     | DEF      | Rusia        | Oleg Kruchinin       |
| 31     | DEF      | Rusia        | Denis Burkov         |
| 57     | DEF      | Rusia        | Oleg Bezrukov        |
| 7      | DEL      | Rusia        | Arser Bagirov        |
| 9      | DEL      | Rusia        | Yanar Asadov         |
| 10     | DEL      | Rusia        | Artem Niyazov        |
| 11     | DEL      | Brasil       | Ximbinha             |
| 13     | DEL      | Rusia        | Paulinho             |
| 15     | DEL      | Rusia        | Pavel Sokolov        |
| 88     | DEL      | Rusia        | Vladislav Merlushkin |
| 99     | DEL      | Bielorrusia  | Sergey Krykun        |